# Forsösundet
Forsösundet är ett sund i Finland.   Det ligger i landskapet Nyland, i den södra delen av landet, 70 km nordost om huvudstaden Helsingfors.
Forsösundet förbinder Pernåviken med Gammelbyviken.